# Йорктаун (Нью-Джерсі)
Йорктаун (англ. Yorketown) — переписна місцевість (CDP) в США, в окрузі Монмаут штату Нью-Джерсі. Населення — 6617 осіб (2020).

## Географія
Йорктаун розташований за координатами 40°18′21″ пн. ш. 74°20′20″ зх. д. / 40.30583° пн. ш. 74.33889° зх. д. (40.305904, -74.338899).  За даними Бюро перепису населення США в 2010 році переписна місцевість мала площу 6,21 км², з яких 6,19 км² — суходіл та 0,02 км² — водойми.

## Демографія
Згідно з переписом 2010 року, у переписній місцевості мешкало 6535 осіб у 1976 домогосподарствах у складі 1768 родин. Густота населення становила 1052 особи/км².  Було 2014 помешкання (324/км²).
Расовий склад населення:
| - 93,7 % — білих - 3,0 % — азіатів - 1,8 % — чорних або афроамериканців - 0,1 % — корінних американців |

До двох чи більше рас належало 0,9 %. Частка іспаномовних становила 5,4 % від усіх жителів.
За віковим діапазоном населення розподілялося таким чином: 27,6 % — особи молодші 18 років, 62,0 % — особи у віці 18—64 років, 10,4 % — особи у віці 65 років та старші. Медіана віку мешканця становила 40,2 року. На 100 осіб жіночої статі у переписній місцевості припадало 95,6 чоловіків;  на 100 жінок у віці від 18 років та старших — 93,9 чоловіків також старших 18 років.
Середній дохід на одне домашнє господарство  становив 147 223 долари США (медіана — 105 483), а середній дохід на одну сім'ю — 153 659 доларів (медіана — 116 579). Медіана доходів становила 100 074 долари для чоловіків та 50 133 долари для жінок. За межею бідності перебувало 4,5 % осіб, у тому числі 3,2 % дітей у віці до 18 років та 8,7 % осіб у віці 65 років та старших.
Цивільне працевлаштоване населення становило 3259 осіб. Основні галузі зайнятості: освіта, охорона здоров'я та соціальна допомога — 29,1 %, роздрібна торгівля — 13,0 %, науковці, спеціалісти, менеджери — 10,2 %, фінанси, страхування та нерухомість — 10,2 %.